# Ghada Amer
Ghada Amer, född 1963 i Kairo i Egypten, är en konstnär som lever och verkar i New York. Hon emigrerade från Egpyten vid elva års ålder och utbildades i Paris och Nice. Hennes verk handlar ofta om genus och sexualitet – särskilt objektifieringen av den kvinnliga nakna kroppen genom konsthistorien. Hennes verk inkluderar, förutom målningar, även teckningar, skulpturer, performance och installationer.

## Utställningar
Amer har bland annat ställt ut sina verk på följande museer, gallerier och konstbiennaler.
- Deitch Projects, New York
- Whitney Biennial, New York
- P.S.1 Contemporary Art Center, New York
- Gwangju Biennale, Sydkorea
- Venice Biennale
- Johannesburg Biennale
- Gagosian Gallery
- London and Gagosian Gallery
- Tel Aviv Museum of Art.[8] A detail of her work, Knotty but Nice was used on the cover of the September 2006 cover of ARTnews magazine, as part of a focus on erotic art.[9] In 2003 Amer's work was included inLooking Both Ways: Art of the Contemporary African Diaspora, at The Museum for African Art in Queens.[10]